# Masayuki Suzuki
Masayuki Suzuki (鈴木雅之, Suzuki Masayuki, nacido el 22 de septiembre de 1956 en Ōta, Tokio) es un cantante japonés más conocido como exmiembro de Rats & Star (anteriormente llamado Shanels). Es también conocido como «El rey de las canciones de amor de Japón». Sus marcas registradas son gafas de sol y bigote, además es apodado «Martin».

## Perfil
Suzuki nació en Tokio el 22 de septiembre de 1956. Su hermana Kiyomi Suzuki también es artista musical. Saltó a la fama como miembro de la banda Rats & Star (anteriormente conocida como Shanels), que comenzó sus actividades en 1975. Su primer sencillo «Runway» fue lanzado en 1980. Él continuó con sus actividades de música en solitario después de que Rats & Star se disolviera en 1996 
En 2019, cantó «Love Dramatic», el tema de apertura para el anime Kaguya-sama wa Kokurasetai: Tensai-tachi no Ren'ai Zunōsen. En 2020 cantó «DADDY! DADDY! DO!», el tema de apertura de la segunda temporada de la serie. En 2022 cantó «GIRI GIRI» con Suu de Silent Siren, el tema de apertura de la tercera temporada de la serie, y «Love is Show» con Reni Takagi, la cual sirvió como tema de apertura de la película Kaguya-sama wa Kokurasetai -First Kiss wa Owaranai-.

## Discografía

### Álbumes de estudio
- Mother of Pearl (1986)
- Radio Days (1988)
- Dear Tears (1989)
- Mood (1990)
- Fair Affair (1992)
- Perfume (1993)
- She See Sea (1994)
- Carnival (1997)
- Tokyo Junction (2001)
- Shh... (2004)
- Ebony & Ivory (2005)

### Compilaciones
- Martini (1991)
- Martini II (1995)
- Medium Slow (2000)
- Martini Blend (2003)
- Martini Duet (2008)

### Álbumes de cover
- Soul Legend (2001)
- Discover Japan (2011)
- Discover Japan II (2014)
- Discover Japan III(2017)